# Великие Прусы
Великие Прусы (бел. Вялі́кія Пру́сы) — деревня в Копыльском районе Минской области Беларуси. В составе Тимковичского сельсовета.

## География
Ближайшие населённые пункты Долгое, Малые Прусы, Рудное, Степуры и др.

## История
В 1908 году деревня Прусы I в Тимковичской волости Слуцкого уезда Минской губернии.
До 23 марта 1987 года деревня входила в состав Тимковичского сельсовета, до 28 мая 2013 года — в состав Великораевского сельсовета.

## Население

### Численность
- 2019 год — 84 жителей

### Динамика
- 1908 год — 559 жителей, 92 дворов (деревня Прусы I)[3]
- 1999 год — 210 жителей (перепись населения)
- 2009 год — 123 жителей (перепись населения)[3]
- 2019 год — 84 жителей (перепись населения)

## Улицы
- Заречная
- Садовая
- Центральная

## Достопримечательность
- Памятник сожжённой деревне
- Памятник жертвам фашизма
- Памятник землякам[6]
- Бюст в честь И. И. Козловского

## Известные лица
- Козловский, Игнатий Игнатьевич (1917—1962) — военный лётчик, участник Великой Отечественной войны. Герой Советского Союза.[7]
- Янковский, Михаил Григорьевич (1913—1977) — один из руководителей партизанского движения на территории Белостокской области в годы Великой Отечественной войны.[8]